# 尾白利加川
尾白利加川（おしらりかがわ）は、北海道樺戸郡新十津川町と雨竜郡雨竜町の境界付近を流れる石狩川支流の一級河川

## 概要
樺戸郡新十津川町と雨竜郡雨竜町の境界にある南暑寒岳を源として、両町の境界にほぼ沿って流れ尾白利加ダム（暑寒湖）を経て滝川市で石狩川と合流する。

## 主な支流
- 幌加尾白利加川
- ペンケペタン川（雨竜沼湿原を源とする）

## 名称由来
アイヌ語で「オ」は「川尻」、「シラル」は「岩」、「カ」は「～の上、～の岸、ほとり」であり、「川尻に岩があってその上を流れる」という意味。

## 主な橋梁
- 国領橋 - 北海道道432号暑寒別雨竜停車場線
- 第三新竜橋 - 北海道道432号暑寒別雨竜停車場線
- 第二新竜橋 - 北海道道432号暑寒別雨竜停車場線
- 尾白利加橋 - 国道275号線